# Komlós Róbert
Komlós Róbert (Budapest, 1929. július 17. – Cegléd, 1989. február 8.) magyar színész.

## Életpályája
Színészi pályáját Kecskeméten kezdte, 1956-tól a Katona József Színház tagjaként. 1958-tól az Állami Déryné Színház, majd 1978-tól 1988-ig, nyugdíjba vonulásáig a jogutód Népszínház színművésze volt.
1989. február 8-án halálos baleset áldozata lett egy Cegléd melletti országúton.
Több regény hangoskönyvváltozatát készítette el a Magyar Vakok és Gyengénlátók Országos Szövetsége könyvtárának.

## Fontosabb színházi szerepei

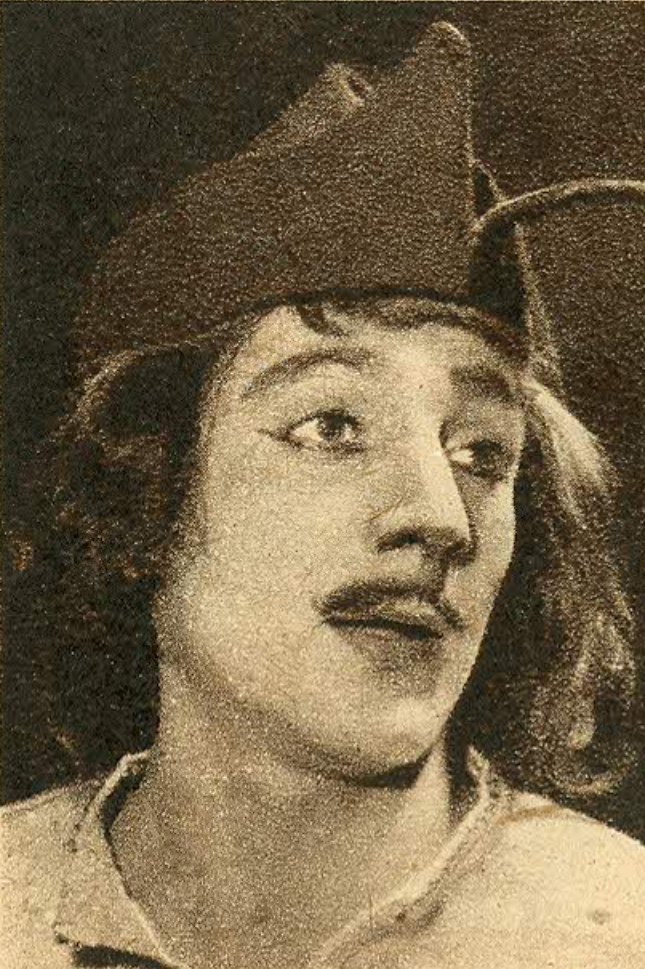
Izgáncs szerepében Gombos Imre: A pataki szüret című vígjátékban (Állami Déryné Színház)

- William Shakespeare: Othello... Rodrigo
- Molière: Tartuffe... Damis; Orgon
- Benjamin Jonson: A szótlan asszony... Fortélyos
- Nyikolaj Vasziljevics Gogol: Háztűznéző... Bonviványin, tengerész
- Friedrich Schiller: Ármány és szerelem... Wurm, a miniszter titkára
- George Bernard Shaw: Warrenné mestersége... Praed
- Henrik Ibsen: Babaotthon (Nóra)... Rank doktor
- Mark Twain: Tom úrfi kalandjai... Robinson doktor
- Harriet Beecher Stowe: Tamás bátya kunyhója... Van Tromp
- Jaroslav Hašek: Svejk... Magasgalléros
- Lucian Blaga: A bálványok ledőlnek... Görnyeteg
- Csingiz Ajtmatov: A versenyló halála... szereplő
- Szigligeti Ede: Liliomfi... Szilvay professzor
- Szigligeti Ede: A mama... Pap; Öreg inas
- Jókai Mór: A kőszívű ember fiai... Baradlay Richárd
- Jókai Mór: Könyves Kálmán... Tarnócz, magyar főúr
- Jókai Mór: Fekete gyémántok... Berend Iván
- Jókai Mór – Vereczkey Zoltán: Szerelem bolondjai... Angyaldy, Hartner titkára
- Móricz Zsigmond: Rokonok... Bisztriczay főmérnök
- Mikszáth Kálmán – Hubay Miklós – Vargha Balázs: A beszélő köntös... Olja bég
- Heltai Jenő: A tündérlaki lányok... Pázmán Sándor
- Heltai Jenő: A néma levente... Beppo
- Hunyady Sándor: Júliusi éjszaka... A ház ura
- Lengyel Menyhért: Róza néni... Az öreg Ráber
- Molnár Ferenc: Liliom... Dr. Reich
- Gárdonyi Géza: A bor... Durbints Pál esküdt
- Gárdonyi Géza: Egri csillagok... Jumurdzsák
- Tersánszky Józsi Jenő: A harmadik fiú... Ragyás Kalmár
- Füst Milán: Negyedik Henrik király... Siegfried, mainzi érsek
- Barta Lajos: Szerelem... Szalay, nyugalmazott mérnök
- Illyés Gyula: Fáklyaláng... Vukovics Sebő, igazságügyi miniszter
- Jékely Zoltán: Mátyás király juhásza... Mátyás király
- Tamási Áron: Búbos vitéz... Hujki, kiskirály
- Tordon Ákos Miklós: Skatulyácska királykisasszony... Karóember
- Tudor Mușatescu: Titanic keringő... Első udvarló
- Vlasta Pospíąilová: Visszhanghercegnő... Lorenzo, agg király
- Rudi Strahl: Folytassa Éva és Ádám... Petruschek, bíró
- Arthur Fauquez: Toronyóra lánccal... Papa
- Hans Pfeiffer: Lampion ünnep (Bűn és szerelem)... James
- Bondy Endre: Tavaszi rügyek... Vankovics
- Boross Elemér: Pletykafészek... Bojár
- Gyurkó László: Szerelmem Elektra... Kórus
- Örsi Ferenc: Láthatatlan szerelem... Jóska
- Gombos Imre: Pataki szüret (avagy a vőlegénység három próbája)... Izgáncs
- Tabi László: Párizsi vendég... Inas
- Tabi László: A tettes ismeretlen (Enyhítő körülmény)... Dr. Réti
- Gyárfás Endre: Márkus mester ezermester... Mormota bácsi
- Békés József: Sándor, József, Benedek... Sóvágó
- Babay József: Három szegény szabólegény... Posztó Barnabás, Posztóné másik fia
- Bárány Tamás: Napkeleti királyasszony... Huszein, a sah egyik öccse
- Grimm fivérek: Jancsi és Juliska... Prológ
- Bartos Ferenc – Baróti Géza: Mindent a mamáért... Kardos
- Tóth Miklós: Nem olyan világot élünk... Fejér Gyula
- Tóth Miklós: Kutyaszorító... Csirág
- Dunai Ferenc: A nadrág... Laci
- Zerkovitz Béla: Csókos asszony... Salvator, főkomornyik
- Berté Henrik: Három a kislány... Vogl Mihály
- Ábrahám Pál: Hawaii rózsája... Pervaguet